# Dolomedes lomensis
Dolomedes lomensis är en spindelart som beskrevs av Embrik Strand 1906. Dolomedes lomensis ingår i släktet Dolomedes och familjen vårdnätsspindlar. Inga underarter finns listade i Catalogue of Life.